# Alfa Romeo Tipo 160
Der Alfa Romeo Tipo 160, werksintern „P160“ (für Progetto / Projekt) war ein Monoposto, der von Alfa Romeo ab 1951 für den Einsatz bei der Automobil-Weltmeisterschaft ab 1952 entworfen wurde. Der Wagen sollte die Nachfolge der erfolgreichen Tipo 158 und Tipo 159 antreten. Durch den Rückzug von Alfa Romeo aus dem internationalen Rennsport kam das Fahrzeug jedoch nicht zum Einsatz.

## Hintergrund
Zu Beginn der 1950er Jahre war Alfa Romeo das dominierende Team im internationalen Motorsport (1950 und 1951 wurden „Nino“ Farina bzw. Juan Manuel Fangio Weltmeister, jeweils auf Alfa Romeo), geriet aber finanziell immer mehr unter Druck. Nach einer erfolglosen Anfrage von Alfa Romeo, staatliche Unterstützung zur Deckung der Entwicklungskosten zu erhalten, gab das Team Ende 1951 seinen Rücktritt vom Grand-Prix-Rennsport bekannt. Das Mailänder Unternehmen konzentrierte sich nun in erster Linie auf die Produktion von Serienfahrzeugen. Die Entwicklung des Tipo 160 war zu dieser Zeit schon recht weit fortgeschritten, sogar ein Prototyp existierte bereits. Das Projekt, das mit vollständigen Skizzen erstmals am 13. Juli 1952 präsentiert wurde, fand bei alle Anwesenden, einschließlich Juan Manuel Fangio (der ursprünglich wohl als Fahrer vorgesehen war), großen Zuspruch. In der Folgezeit wurden aber immer mehr Ingenieure abgezogen, um an der Entwicklung der Giulietta mitzuarbeiten.

## Technik

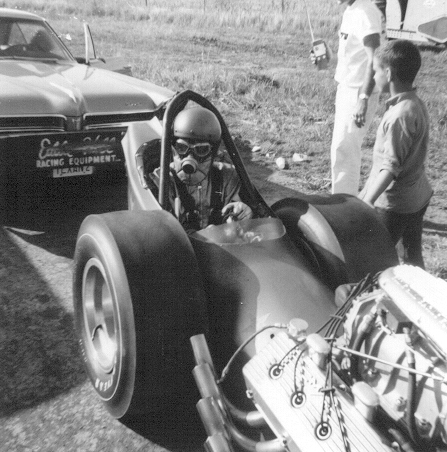
TF-Front-Engine-Dragster mit ähnlicher Sitzposition

Der von Giuseppe Busso (den Orazio Satta Puliga beauftragt hatte) entworfene Tipo 160 wies einige für die damalige Zeit revolutionäre Merkmale auf. Äußerlich sticht die Fahrerposition ins Auge: War bis dahin die Reihenfolge Motor–Fahrer–Tank (wie zum Beispiel beim Tipo 158) oder Fahrer–Tank–Motor (siehe Auto Union Typ C) das gängige Schema, so ging Busso einen neuen Weg: Bei seinem Konzept saß der Fahrer hinter der Hinterachse, ähnlich der Bauweise der amerikanischen „Slingshot“-Dragster. Die Grundidee war, dem Fahrer in dieser Position (in unmittelbarer Nähe der antreibenden Hinterachse) ein besseres Gefühl für das Fahrverhalten zu geben. Der Tank war nahe der Fahrzeugmitte installiert, sodass sich das „Handling“ bei abnehmenden Füllstand im Laufe des Rennens kaum veränderte. Außerdem hatte der Fahrer eine gute Sicht auf alle vier Reifen und konnte deren Zustand relativ gut kontrollieren.
Ebenfalls innovativ für einen Grand-Prix-Rennwagen zu jener Zeit war das Konzept eines Allradantriebs. Der Vorderradantrieb konnte je nach Streckencharakteristik ab- oder zugeschaltet werden.
Der Tipo 160 wurde für einen vorn eingebauten 180°-V12-Motor (also eine sehr flache Bauform) mit Mittenabtrieb und ursprünglich 2000 cm³ Hubraum konzipiert, der kurz darauf aber auf 2500 cm³ erhöht wurde. Direkt hinter diesen Motor wurden die Kupplung und ein zentrales Chassisrohr mit großem Durchmesser gesetzt, an dessen hinterem Ende vor der Hinterachse Getriebe und das Differential eingebaut waren (Transaxle-Bauweise). Vorn am Motor war der Sockel angegossen, der das Gehäuse des vorderen Differentials aufnahm. Diese Bauweise ermöglichte es, ein „traditionelles“ Chassis in Form eines Leiter- oder Gitterrohrrahmen wegzulassen, da Motor, Verbindungsrohr und Getriebe das eigentliche Rückgrat des Fahrzeugs bildeten, an dem auch die Aufhängungsteile montiert wurden.
Die Einzelradaufhängung der Vorderräder bestand aus am Chassisrohr montierten Dreiecksquerlenkern mit sehr breiter Basis. Die Federn waren längsliegende Torsionsstäbe. Hinten hatte der Wagen eine De-Dion-Achse mit Längslenkern, die ebenfalls am zentralen Chassisrohr angebracht waren. Für die damalige Zeit sehr fortschrittlich waren die beiden leicht nach innen geneigten Feder-Dämpfer-Einheiten (Schraubenfedern über Teleskopdämpfern). Alle Räder hatten innenliegende Trommelbremsen mit Kühlrippen.

## Der Prototyp

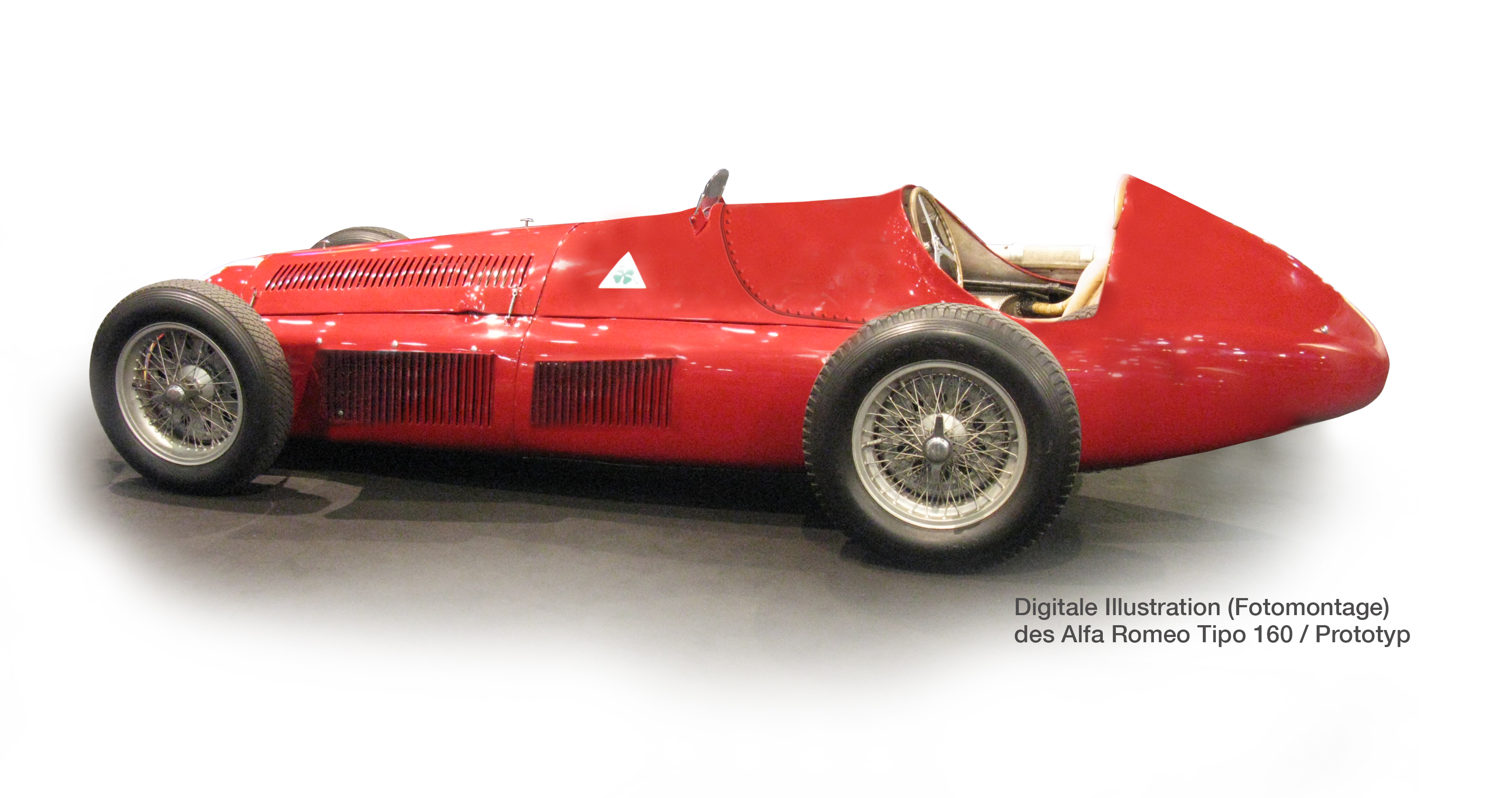
Digitale Illustration des Tipo-160-Prototyps, basierend auf dem Grundmodell 159 und einem zeitgenössischen Photo. Deutlich sichtbar die an ihrer Originalposition verbliebene Windschutzscheibe und die extrem nach hinten verlegte Sitzposition.

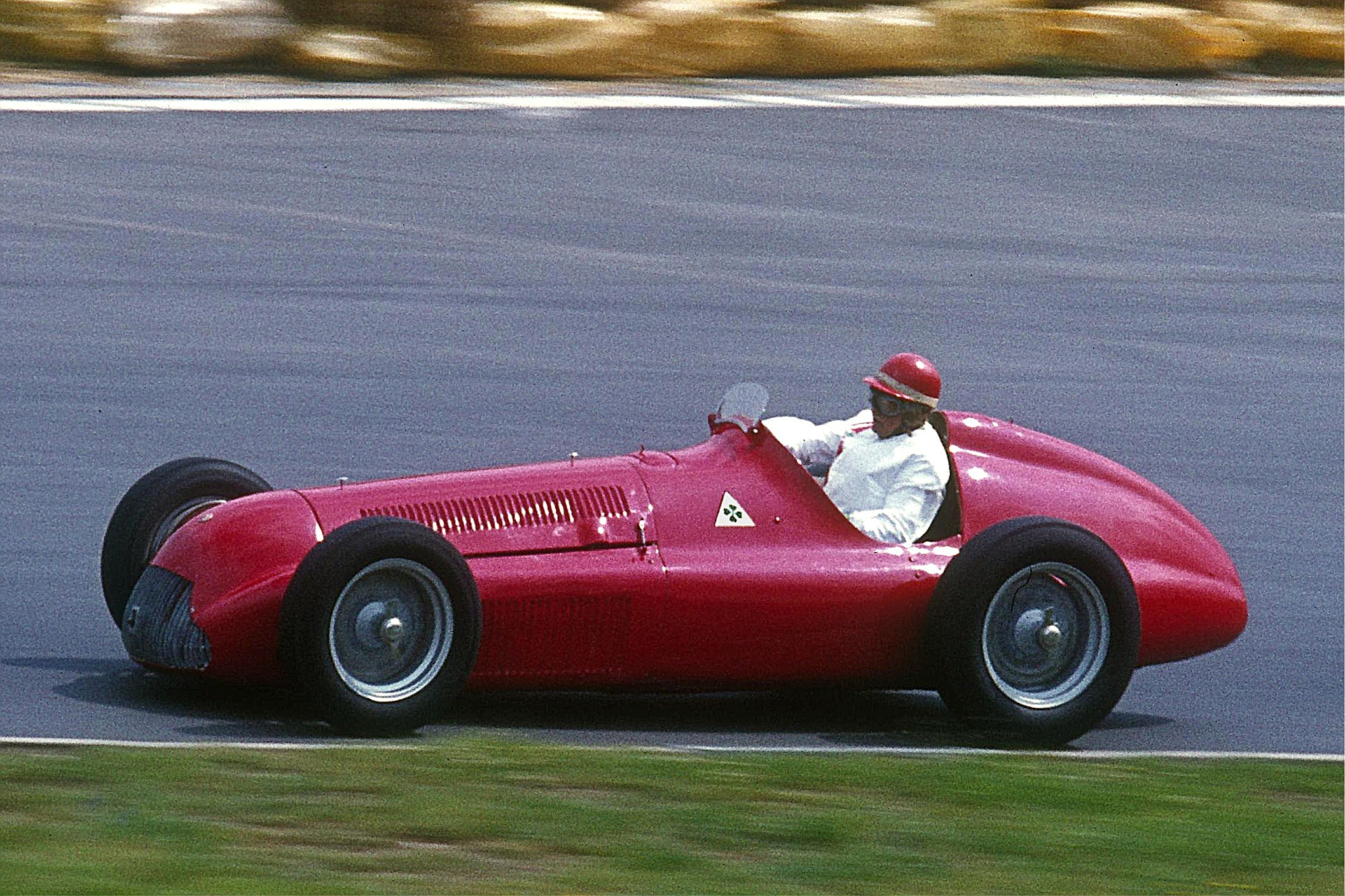
Dazu im Vergleich der originale Alfa Romeo Tipo 159

Vom Tipo 160 entstand nur ein einziger „vorläufiger“ Prototyp (wohl eher als „Versuchsanordnung“ zu bezeichnen): im Herbst 1952 wurde einer der erfolgreichen Alfetta Tipo 159 (Fangios Weltmeisterwagen) radikal zu einem Teileträger umgebaut. Die wichtigsten Änderungen betrafen die Position des Fahrersitzes, das Lenkrad, die Pedale und die Schaltung. Die kleine Windschutzscheibe blieb an ihrem angestammten Platz. Bei ersten (geheimen) Probeläufen in Monza bescheinigte Werks- und Testfahrer Consalvo Sanesi dem Wagen eine äußerst gute Beherrschbarkeit in den Kurven, und er „sehe diese Bauweise schon  als künftigen Standard im Rennwagenbau“. Dieser erste Test ergab eine Zeit von 1 Minute 59 Sekunden und lag damit deutlich über der Zeit von Fangio (1 Min. 53,4 Sek.) mit dem herkömmlichen Tipo 159. Sanesi erklärte dazu, er habe diese Zeit größtenteils einhändig gefahren, weil er wegen der originalen, viel zu weit vorne stehenden und damit unwirksamen Windschutzscheibe mit der anderen Hand die Brille habe festhalten müssen. Auf eine weitere Testfahrt wurde verzichtet. Durch die gleichzeitige Arbeit am Giulietta-Projekt geriet das Projekt 160 immer mehr in Zeitverzug. Im November 1955 erfolgte noch ein erster Prüfstandtest für den 12-Zylinder-Motor; danach kam das Aus. Die Giulietta hatte absolute Priorität für die Zukunft der Marke. Über den Verbleib des Autos gibt es keine gesicherten Informationen. Der Motor mit dem deutlich im Gussblock erkennbaren Sockel für das Gehäuse des vorderen Differentials ist heute im Museo storico Alfa Romeo in Arese ausgestellt.